# Лоренсбург (Кентаки)
Лоренсбург (енгл. Lawrenceburg) град је у америчкој савезној држави Кентаки.

## Демографија
По попису из 2010. године број становника је 10.505, што је 1.491 (16,5%) становника више него 2000. године.
| Група             | 2000.         | 2010.         |
| Белци             | 8.444 (93,7%) | 9.711 (92,4%) |
| Афроамериканци    | 370 (4,1%)    | 340 (3,2%)    |
| Азијати           | 15 (0,2%)     | 79 (0,8%)     |
| Хиспаноамериканци | 100 (1,1%)    | 200 (1,9%)    |
| Укупно            | 9.014         | 10.505        |